# Aspicolpus similis
Aspicolpus similis är en stekelart som beskrevs av Charles Thomas Brues 1933. Aspicolpus similis ingår i släktet Aspicolpus och familjen bracksteklar. Inga underarter finns listade.